# Pavel Artamonov
Pavel Artamonov (15 novembre 1996) è un karateka estone, specializzato nel kumite.

## Biografia
A livello giovanile si è affermato con una medaglia di bronzo nei -75 chilogrammi ai mondiali under 21 del 2017.
È stato più volte campione nazionale. 
Ha rappresentato l'Estonia ai campionati europei e mondiali. Ai Giochi europei di Minsk 2019, dove si è aggiudicato la medaglia di bronzo nel torneo dei -75 chilogrammi, terminando alle spalle dell'ucraino Stanislav Horuna e dell'azero Rafael Ağayev.

## Palmarès
- Giochi europei

Minsk 2019: bronzo nei -75 kg.;